# Nasredine Khatir
Nasredine Khatir (* 30. Januar 1995 in Narbonne) ist ein französischer Mittelstreckenläufer, der sich auf den 800-Meter-Lauf spezialisiert hat.

## Sportliche Laufbahn
Erste internationale Erfahrungen sammelte Nasredine Khatir im Jahr 2013, als er bei den Junioreneuropameisterschaften in Rieti im 800-Meter-Lauf mit 1:51,92 min in der ersten Runde ausschied und in der französischen 4-mal-400-Meter-Staffel im Vorlauf zum Einsatz kam und dem Team zum Finaleinzug verhalf. Im Jahr darauf erreichte er bei den Juniorenweltmeisterschaften in Eugene das Halbfinale über 800 Meter und schied dort mit 1:49,79 min aus und 2015 scheiterte er bei den U23-Europameisterschaften in Tallinn mit 1:50,06 min im Vorlauf. Auch 2017 kam er bei den U23-Europameisterschaften in Bydgoszcz mit 1:49,92 min nicht über die Vorrunde hinaus. 2019 startete er erstmals bei den Halleneuropameisterschaften in Glasgow, schied dort aber mit 1:48,90 min in der ersten Runde aus, während er zwei Jahre später bei den Halleneuropameisterschaften in Toruń das Halbfinale erreichte und dort mit 1:49,73 min ausschied.
2019 wurde Khatir französischer Hallenmeister im 800-Meter-Lauf.

## Persönliche Bestleistungen
- 800 Meter: 1:46,49 min, 1. Juni 2016 in Montbéliard
  - 800 Meter (Halle): 1:47,28 min, 7. Februar 2021 in Miramas